# ویشهوری
ویشهوری (به چکی: Vyšehoří) یک منطقهٔ مسکونی در جمهوری چک است که در شهرستان شومپرک واقع شده‌است.
 ویشهوری ۳٫۴۷ کیلومتر مربع مساحت و ۲۰۰ نفر جمعیت دارد و ۳۲۴ متر بالاتر از سطح دریا واقع شده‌است.